# Арсин град
Арсин град је археолошко налазиште остатака келтског утврђења, старог око 18 векова, које се налази на обронцима Хомољских планина, испод највишег врха Великог штубеја, у близини пећине Равништарке.